# Квазирелигиозность
Квазирелигиозность — категория, используемая в социологии религии, совместно с понятием религиозность и отличающаяся от последнего объектом поклонения.

## Понятие
Религиовед Е. С. Элбакян отмечает, что хотя и религиозным и квазирелигиозным формам сознания одинаково свойственна вера в сверхъестественных существ, для квазирелигиозности исключительно присуща вера в «естественные события, в личности (культ личности напр.), а также процессы и создание на основе подобной веры определённых мифомоделей, как правило, находящих отражение и поддержку в массовом сознании».
Социологи В. Г. Немировский и П. А. Стариков, считают, что «под термином „квазирелигиозность“ понимается совокупность несистематизированных идей — вера респондентов в популярные на уровне массового сознания представления, носящие идеалистический характер».
Большой вклад в изучение феномена квазирелигиозности, социальной мифологии, а также их влияние на исторические судьбы народов и наций был сделан преимущественно Максом Вебером, Карлом Мангеймом, Паулем Тиллихом и Роланом Бартом. Из российских исследователей социальных мифологем имеют значение труды Н. Я. Данилевского, Н. А. Бердяева, Ф. А. Степуна, Н. О. Лосского, Д. Е. Фурмана и П. С. Гуревича.

## Распространённость
Многие черты квазирелигиозности имеют место в новых религиозных движениях (течениях), а также во вневероисповедной мистике в современной России.
А. В. Харламов использует понятие «квазирелигиозность» для описания состояния российского общества, которое после распада СССР ещё не выработало религиозный опыт: «В российской постсоветской ситуации такой душевной настроенности у большей части населения просто не было (а в значительной степени нет и по сей день). В результате обращение отдельных социальных групп к тем или иным традиционным или новым религиозным традициям, стало принимать своеобразные формы: псевдорелигиозности, квазирелигиозности, идейного фанатизма (нетерпимости к инакомыслию) или элементарного суеверия, сочетающегося с внешней обрядностью».